# Mesosa variegata
Mesosa variegata là một loài bọ cánh cứng trong họ Cerambycidae.